# Gérard Gourgue
Antoine Joseph Gérard Gourgue dit Gérard Gourgue, né le 1er décembre 1925 à Port-au-Prince et mort le 4 décembre 2020 à l’hôpital du Canapé-Vert, est un homme politique, avocat et un enseignant haïtien qui fut militant des Droits de l'homme ainsi que ministre de la Justice en 1986 sous le gouvernement d’Henri Namphy. C’est également un ancien candidat à l'élection présidentielle de 1988.

## Biographie

### Carrière professionnelle
Gérard Gourgue fait ses études secondaires au lycée Alexandre Pétion de Port-au-Prince. Il suit des études universitaires à Haïti puis en France. Il est camarade de promotion de l'écrivain haïtien René Depestre.
Gérard Gourgue est un avocat de carrière, membre du barreau de Port-au-Prince. Il est également professeur de droit constitutionnel et a longtemps enseigné dans différentes institutions universitaires d'Haïti, dont les facultés de droit et d'ethnologie.
Dans les années cinquante, il fait une courte carrière militaire au cours de laquelle il devient lieutenant.
En 1978, face aux exactions du régime dictatorial de Jean-Claude Duvalier et de sa milice armée des Tontons macoutes, il crée la Ligue haïtienne des droits humains. Il en est le dirigeant et l'avocat jusqu'en 1986.

### Carrière politique
Le 7 février 1986, à la chute du régime, dictatorial, des Duvalier, Gérard Gourgue est appelé au Conseil National de Gouvernement (CNG) d'Henri Namphy. Il est membre de cette junte civilo−militaire et ministre de la justice. À peine un mois plus tard, il démissionne en raison de profondes divergences avec ce nouveau pouvoir.
Aux élections de 1987, Gérard Gourgue brigue la Présidence de la République sous la bannière du Front national de concertation (FNC), une plate−forme d'organisations politiques et sociales du secteur démocratique. Le candidat du FNC est sur le point de l'emporter, mais
le massacre de plusieurs dizaines d'électeurs, le 29 novembre, commandité par le régime de Namphy, pressuré par le gouvernement américain, et exécuté par les soldats des Forces Armées d'Haïti, débouche sur l'annulation du scrutin et la dissolution du Conseil Électoral Provisoire.
Après l'élection présidentielle haïtienne de 2000, et au vu des résultats, il est désigné président symbolique d'Haïti, en février 2001, au moment où le président élu Jean-Bertrand Aristide prête serment.
En 2004, Gérard Gourgue est désigné à la fois au poste d'ambassadeur d'Haïti à l'UNESCO et de représentant personnel du Président provisoire, Boniface Alexandre, auprès de l'Organisation internationale de la francophonie (OIF), à Paris.
Il est également à la création d'un collège qui porte son nom, l'Institution Secondaire Gérard Gourgue de Port-au-Prince. 
À la suite du tremblement de terre de 2010 à Haïti, Gérard Gourgue participe à Pétionville, le 29 mars 2010, à la présentation, par Rudolph Henri Boulos, du document intitulé « Plan stratégique de sauvetage national » (PSSN), et sous-titré : « Pacte intergénérationnel de progrès et de prospérité partagés 2010-2035 ».